# わしお
わしお株式会社は、福島県白河市に本社を置き、食料品を主体としたスーパーマーケットの「ライフポート わしお」を運営する企業。1974年に設立。

## 概要
食品スーパーの「ライフポートわしお」、食品ディスカウントストアの「生活応援館」を運営する。子会社にはわしおフーズ（福島県白河市結城36）を持つ。
CGCグループに加盟している。近隣のCGC加盟社（諏訪ストア、ダイユー、さかいりショッパーズ）との合同セールを行っている。
2018年2月に同じCGCグループであるリオン・ドールコーポレーションの完全子会社となる。同月中旬から順次「わしお」がリオン・ドールコーポレーションの「リオン・ドール」に屋号が変更された。これにより「わしお」の屋号が消滅した。

## 沿革
- 1974年（昭和49年）11月 - 会社設立。
- 1987年（昭和62年）4月 - わしお本店（結城店）を新築。
- 2004年（平成16年）4月17日 - わしお東店を開店。
- 2005年（平成17年）6月17日 - わしおマイタウン白河店を開店。
- 2007年（平成19年）
  - 10月17日 - わしおマイタウン白河店を閉店。
  - 11月1日 - わしお石川店を開店。
- 2009年（平成21年）11月1日 - わしお矢吹店を開店。
- 2010年（平成22年）7月23日 - わしおとぴあ店が開店。
- 2011年（平成23年）
  - 9月27日 - わしおとぴあ店を閉店。
  - 10月7日 - わしおとぴあ店をわしお生活応援館（食品ディスカウントストア）へ業態転換し開店。
- 2017年（平成29年）3月26日 - わしお石川店を閉店。
- 2018年（平成30年）
  - 2月1日 - 株式譲渡に伴い、「リオン・ドールコーポレーション」の完全子会社となる。
  - 2月下旬 - 4月中旬間に順次、リオン・ドールコーポレーションの店舗に変更される。
  - 3月25日 - わしお東店を閉店。
  - 6月30日 - リオン・ドールコーポレーションに吸収合併され解散。

## 店舗

### 現在
リオン・ドール傘下の「わしお」として営業していた店舗。現在は全店が「リオン・ドール」へ転換された。
- 結城店（福島県白河市結城、現在はリオン・ドール結城店）
- 矢吹店（福島県西白河郡矢吹町一本木、現在はリオン・ドール矢吹東店）

### 過去
※東店･わしお生活応援館（とぴあ店）の2店以外は、いずれもリオン・ドール傘下以前に閉店した店舗である。
- マイタウン白河店（2005年6月17日 - 2007年10月17日） - 福島県白河市本町（マイタウン白河）
  - 地域交流センターマイタウン白河の1階部分に出店した。マイタウン白河の前身がイトーヨーカドー白河店で、マイタウン白河になった後わしおが出店する以前は同じく1階部分に主婦の店サンユーが出店（2003年9月3日開店 - 2005年5月31日閉店）が出店していた。
- わしお生活応援館（とぴあ店）（2010年7月24日 - 2011年9月27日、同年10月7日 - 2018年3月） - 福島県白河市北真舟（とぴあ104）
  - 出店する前はとりせん白河店。開店から僅か1年後に食品ディスカウントストアの「わしお生活応援館」へ業態転換した。
  - 2018年3月10日に「リオン・ドール 白河西店」へ転換されたが、2024年9月30日をもって閉店した。
- 石川店（2007年11月1日 - 2017年3月26日） - 福島県石川郡石川町双里
  - わしおが出店する以前はエコスハイマート石川店。
  - 現在はカワチ薬品石川店。
- 東店（2004年4月17日 - 2018年3月25日） - 福島県白河市東深仁井田（開店当時は西白河郡東村）
  - わしおが出店する以前はエコスハイマート東村店。リオン・ドール傘下後も「わしお」として暫く営業していたが、リオン・ドールへの転換は見送られた。
  - わしおの閉店後、エコスグループが営業を引き継ぎ、TAIRAYA白河東店へ転換された。